# Darling McDavell Limited, Stock and Station Agents

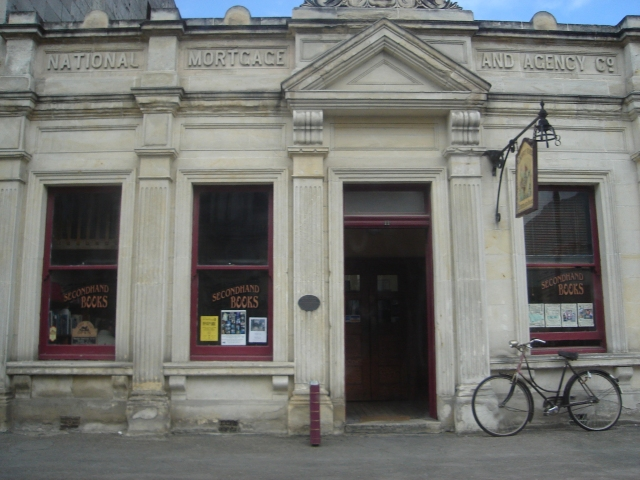
Detail des Gebäudes, für einige Zeit von der National Mortgage and Agency Company benutzt

Darling McDavell Limited, Stock and Station Agents, auch Sumpter’s Exchange ist ein historisches Bauwerk in der Tyne Street 11 im viktorianischen Stadtkern der neuseeländischen Stadt Oamaru in der Region Otago.
Es wurde 1876 als Lagergebäude für den Unternehmer George Sumpter gebaut, dem auch das Nachbarhaus Tyne Street 13 gehörte und an dem im gleichen Jahr rückseitig ebenfalls ein Lager errichtet wurde. Sumpter war erster Stadtschreiber und Bürgermeister sowie Mitgründer des Oamaru Harbour Board, der Hafenverwaltung des damals bedeutsamen Seehafen, die später im nahe gelegenen Oamaru Harbour Board Office ihren Sitz hatte.
Später wurde das Bauwerk von Darling McDavell Ltd, Stock & Station Agents genutzt, die mit landwirtschaftlichen Produkten und Vieh handelten.
Das einstöckige Bauwerk erstreckt sich nach hinten bis an die Harbour Street und ist dort an Bogenfenstern mit breiten Brüstungen zu erkennen.
Am 2. Juli 1982 wurde das Gebäude vom New Zealand Historic Places Trust unter der Nummer 2275 als Denkmal der Kategorie 2 (Historic Place Category II) eingestuft.
1989 kam das Bauwerk in das Eigentum des Oamaru Whitestone Civic Trust, einer Organisation, die sich dem Erhalt und der wirtschaftlichen Nutzung des viktorianischen Erbes von Oamaru widmet.
Es ist Teil des ebenfalls unter Schutz stehenden Ensembles Harbour/Tyne Street Historic Area. Die Nachbargebäude Exchange Chambers und Smith’s Grain Store stehen ebenfalls als Baudenkmal unter Schutz.